# INSL6
INSL6 (англ. Insulin like 6) – білок, який кодується однойменним геном, розташованим у людей на короткому плечі 9-ї хромосоми. Довжина поліпептидного ланцюга білка становить 213 амінокислот, а молекулярна маса — 24 860.
| 10         |  | 20         |  | 30         |  | 40         |  | 50         |
| ---------- |  | ---------- |  | ---------- |  | ---------- |  | ---------- |
| MPRLLRLSLL |  | WLGLLLVRFS |  | RELSDISSAR |  | KLCGRYLVKE |  | IEKLCGHANW |
| SQFRFEEETP |  | FSRLIAQASE |  | KVEAYSPYQF |  | ESPQTASPAR |  | GRGTNPVSTS |
| WEEAVNSWEM |  | QSLPEYKDKK |  | GYSPLGKTRE |  | FSSSHNINVY |  | IHENAKFQKK |
| RRNKIKTLSN |  | LFWGHHPQRK |  | RRGYSEKCCL |  | TGCTKEELSI |  | ACLPYIDFKR |
| LKEKRSSLVT |  | KIY        |  |            |  |            |  |            |

A: Аланін

C: Цистеїн

D: Аспарагінова кислота

E: Глутамінова кислота

F: Фенілаланін

G: Гліцин

H: Гістидин

I: Ізолейцин

K: Лізин

L: Лейцин

M: Метіонін

N: Аспарагін

P: Пролін

Q: Глутамін

R: Аргінін

S: Серин

T: Треонін

V: Валін

W: Триптофан

Кодований геном білок за функцією належить до гормонів. 
Секретований назовні.